# 崔時仲
崔 時仲（チェ・シジュン、최시중、1937年8月4日 - ）は大韓民国の元ジャーナリストであり政治家で李明博政権の初代、第2代放送通信委員会委員長を務めた。東亜日報などの報道機関と韓国ギャラップなどで40年以上在職した。大韓民国の第17代大統領李明博のブレーンで最側近と評されている。国会人事聴聞会で意見書が採択されておらず、言論においても、彼の放送通信委員長の資質に関し多くの議論を提起した。

## 略歴

### 政治
- 1992年 民自党比例代表落選
- 2007年 ハンナラ党の選挙対策委員会常任顧問、6人会のメンバー
- 2008年1月 第17代大統領就任準備委員会（諮問委員）
- 2008年3月26日 初代放送通信委員会委員長
- 2011年3月28日 - 2012年1月27日第2代放送通信委員会委員長再任

### マスコミ
- 1964年4月 東洋通信記者
- 1965年9月 東亜日報社編集局バンソンニュース部記者
- 1969年3月 東亜日報社編集局政治部記者
- 1976年10月 東亜日報社編集局国際部記者
- 1979年11月 東亜日報社編集局ジバンブ次長
- 1980年12月 東亜日報社安保統一問題調査研究所常任研究委員
- 1985年6月 東亜日報社編集局政治担当編集委員
- 1988年3月 東亜日報社政治部部長
- 1988年10月 東亜日報社論説委員室論説委員
- 1993年2月 東亜日報社編集局副局長
- 1994年6月 韓国ギャラップ調査研究所会長

### 兵役
- 1960年8月陸軍一等兵帰休

### 学歴
- 1937年 慶尚北道 迎日郡生まれ
- 1953年2月 浦項 九龍浦中学校卒業
- 1957年2月 大邱（テグ）デリュン高校卒業
- 1963年2月 ソウル大学校政治学の学士

## 論議

### 1997年の大統領選挙の世論調査の結果流出疑惑
韓国放送公社 （KBS）は、崔が1997年12月15日、ボスワース駐韓米大使に大統領選挙世論調査の内容を流出させた情況を報道し、これは世論調査公表禁止期間に行われた実定法違反であると主張した。

### 政権交代の誘導的発言
2003年10月7日 「明るく元気な国運動本部」が、ソウルのクラブで主催した「盧武鉉政府はどこに行っているのか」という題の講演で、韓国ギャロップ研究所の崔時仲は

世論調査機関から見た場合の支持率40%ラインは危機ラインであるが、ギャラップの方法で、現在、盧政権の支持率は30%を維持しておらず、この数字は国民が統治者として心配するレベルである。

と発足7ヶ月の盧武鉉政府の懸念を表明した。

### 放送通信委員会委員長の資格論争
崔は李明博大統領の実兄である李相得国会議員とソウル大学の同期であり、李明博大統領の核心参謀グループ「6人会」のメンバーである。月刊新東亜は2008年4月通巻583号「Who's Who 李明博の実力者」という別冊付録で、崔が1992年の李明博の政界入門時代からの政治的助言者であり、大統領当選後には、「水があふれようとするときに堤防になって支えることが私の使命」、「今までそうだったし、これからもそうだろう」とインタビューに応じた内容を紹介した。
大韓民国国会の人事聴聞会では報告書が採択されなかったが、李明博大統領は、放送通信委員会初代委員長に任命した。この過程で、全国言論労働組合は、職業倫理と道徳性、中立性の問題を指摘し、自主的に辞退を勧告した。言論改革市民連帯、文化連帯、全国メディア運動ネットワークなどのメディア関連の団体も、放送通信委員会委員長任命に反対した。
崔は資格論議の是非についての2008年3月2日の記者のインタビューで、「李明博大統領をどのように当選させるかを考えると、命をかけたとも言えるが、それでも放送通信委員会を偏向的に運営することはない」としている。 
崔は2011年に放送通信委員会委員長に任命される過程での様々な疑惑に対して国会の文化放送委員から追及を受けた。代表的な物に不動産投機、贈与税脱税、息子の兵役特恵などがある。編成選定過程で好みに偏って審査した疑いがある。 

### 政治的中立違反論争
2008年5月13日放送通信委員長が放送通信委員会設置法6条2項の放送通信委員長の義務と規定された国会報告を拒否した後、同法6条2項の"必要に応じて"のみ参加を制限する一青瓦台 国務会議に出席して"牛肉関連の政府の広報機能の強化"発言をした。これに対して、国会 、全国言論労組、民主言論市民連合などが放送通信委員長の政治的中立義務違反であると指摘した。
2008年5月、李明博大統領の支持率の下落は韓国放送公社（KBS）のチョンヨンジュ(鄭然珠)社長のためという言動が放送通信委員長の政治的中立義務を破ったという議論が再び起こった。

### 良妻賢母発言
2010年3月18日、済州道西帰浦KALホテルで開かれた「2010女性記者フォーラム」に出席して「私は、女性が働くよりは、良妻賢母になることを願う」という発言をして物議をかもした。これに対して進歩新党は、「放送通信委員会委員長としても、社会の大人としても不適切な発言」と批判し、ネチズンたちは「時代錯誤」と批判しており、民主党は「男女平等が当然視される社会の中で少子化の責任を働く女性たちに押し付ける偏狭な視線には全く呆れるばかりだ」と批判した。 

## 逮捕
2012年4月30日、あっせん収財容疑で検察に逮捕され、李明博政権への影響が懸念されている。裁判の結果、懲役2年6カ月、追徴金6億ウォンの有罪が確定。2013年1月、大統領による特別赦免が決定。

## 人脈
李明博大統領の実兄李相得副議長とは1965年のソウル大学校入学の同期である。彼は李在五最高委員、朴熺太、金徳龍議員と一緒に重要な参謀の集まりである「6人会」のメンバーとして活躍した。また、言論界では、玄昭煥前聯合ニュース社長とも親交が厚い。

## 親族
娘の崔好廷はソウル市議会議員、国民の力院内代表。